# Basileios I

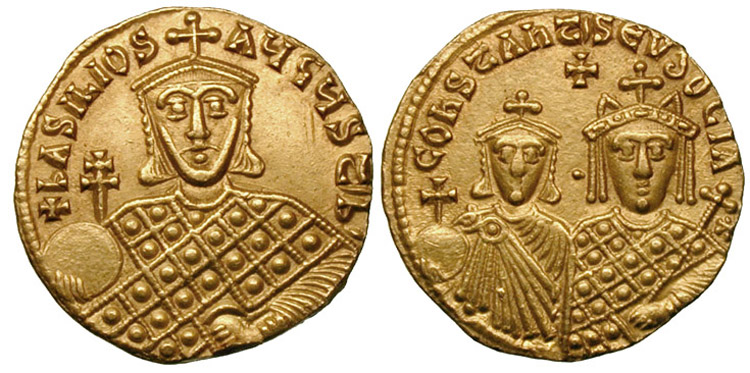
Mynt med bilder av Basileios, hans son Konstantin och hans andra fru Eudoxia Ingerina.

Basileios I (grekiska: Βασίλειος Α΄ ο Μακεδών), född 811, död 886, var en bysantinsk kejsare 866–886 som grundade den makedoniska dynastin.
Basileios härstammade från en armenisk bondefamilj, som var bosatt i Makedonien men påstås ha blivit bortförd i fångenskap vid bulgarfursten Krums invasion 813. Basileios undkom dock, kom senare i tjänst hos kejsar Mikael III och blev slutigen dennes överhovstallmästare och överkammarherre. Efter att ha mördat Mikael blev han själv kejsare och grundade den makedonska dynastin, som regerade till 1025.
Basileois visade sig duglig som härskare. I sin kyrkopolitik var han till en början försonligt stämd mot katolska kyrkan, men syns senara ha ändrat taktik, och med Photios återinsättande som patriark 877 inföll den avgörande brytningen med romerska kyrkan.
Hans krigföring riktade sig dels mot paulicianerna som besegrades, dels mot södra Italien, där han återställde Bysantinska rikets vacklande makt.